# Хасбайя (район)
Хасбайя (араб. قضاء حاصبيا‎) — один из 25 районов Ливана, входит в состав провинции Набатия. Административный центр района — город Хасбайя.

## География
Район расположен в юго-восточной части Ливана и занимает площадь 220 км². На севере граничит с районами Рашайя и Западная Бекаа, на западе — с районом Мердж-Аюн, на северо-западе — с районом Джеззин, на востоке и юге — с территорией Сирии, а также со спорной территорией Голанских высот.

## Муниципалитеты
Административно район разделён на 15 муниципалитетов.